# 1Q71
1Q71 (według starego systemu oznaczeń 1QDana) – rękopis biblijnej Księgi Daniela spisany na pergaminie w formie zwoju, datowany na lata 50-68 n.e. Fragment ten zawiera dwie kolumny tekstu zawierające Daniela 1:10-17 oraz 2:2-6. Został znaleziony w Kumran w grocie 1.
Rękopis 1Q71 potwierdza zmianę języka księgi Daniela w 2:4 z hebrajskiego na aramejski. Pomija w tym miejscu zwrot „w języku aramejskim”.
Rękopis został opublikowany i opisany w 1955 roku przez D. Barthélemyego w publikacji Discoveries in the Judaean Desert I, str. 150, 151. Rękopis 1Q71 jest przechowywany w Muzeum Rockefellera w Jerozolimie (1Q71).